# Air Murder
Pour plus de détails, voir Fiche technique et Distribution.
Air Murder (hangeul : 공기살인 ; RR : Gonggisalin ; litt. « Meurtre aérien ») est un film dramatique sud-coréen écrit et réalisé par Jo Yong-sun, sorti en 2022.
Il s'agit de l'adaptation du roman sud-coréen Gyun (균) de So Ji-won, qui s'inspire de l'affaire du désinfectant toxique pour humidificateurs d'air (ko) ayant lieu en Corée du Sud, en 2011.

## Fiche technique
- Titre original : 공기살인
- Titre international : Air Murder
- Réalisation et scénario : Jo Yong-sun
- Musique : Jung ji-hoon
- Direction artistique : Im Seong-mi
- Costumes : Yang Jin-seon
- Photographie : n/a
- Son : Park Joo-gang
- Montage : Jo Han-ul
- Production : Yu Jae-hwan
- Société de production : Masterone Entertainment
- Société de distribution : The Contents On
- Pays de production :  Corée du Sud
- Langue originale : coréen
- Format : couleur
- Genre : drame
- Durée : 108 minutes
- Date de sortie : Corée du Sud : 22 avril 2022

## Distribution
- Kim Sang-kyung : Jeong Tae-hoon
- Seo Young-hee : Han Gil-joo
- Lee Sun-bin (en) : Han Yeong-joo
- Yoon Kyung-ho : Seo Woo-sik
- Kim Jung-tae : Han Hyeon-jong
- Lee Yoo-jun : Yang Gye-jang
- Jang Gwang (en) : Park, membre du Parlement
- Song Young-gyu : Jeong Kyeong-han
- Sung Byung-suk : Soon-im
- Jang Hyuk-jin (en) : l'agent Jo
- Lee Ji-hoon : In-ho

## Production
En août 2020, on apprend que Kim Sang-kyung, Lee Sun-bin, Seo Young-hee et Yoon Kyung-ho ont été choisis dans des rôles principaux pour ce film catastrophe,, de même que, quelques jours plus tard, Lee Yoo-jun et Lee Ji-hoon. En octobre de la même année, Kim Jung-tae fait partie de la distribution du film.
Le tournage commence le 9 octobre 2020.